# Безстеблик тупокінцевий
Безстеблик тупокінцевий (Acaulon muticum) — вид мохів порядку потіальних (Pottiales).

## Поширення
Батьківщиною є Європа, Африка, Північна Америка, Австралія.

## Характеристика
Рослини від еліптичних до кулястих, ≈ 2 мм. Стеблові листки гостроконечні, широкожолобчасті. Коробочкові ніжки короткі, ≈ 0.3 діаметра коробочки. Спори від сферичних до еліптичних, сосочкові чи майже гладкі; вони мають розмір від 30 до 50 мікрон.